# Microlito

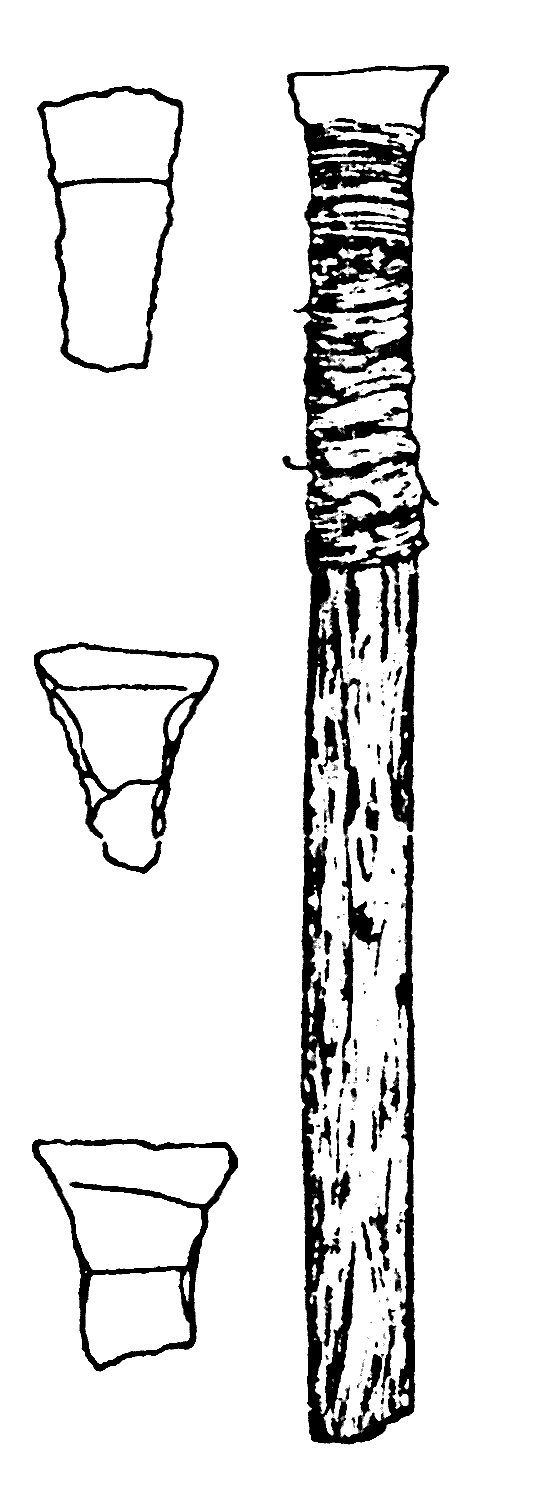
Trapezio e freccia armata d'un trapezio provenienti dalla torbiera di Tværmose (Danimarca)

Un microlito (da non confondersi con la microlite) è un piccolo utensile preistorico in pietra tagliata. Il termine proviene dal greco antico ed è la unione di micros (piccolo) e lithos (pietra), quindi "piccola pietra".
Esso designa elementi di armi, spesso di forma geometrica, di lunghezza generalmente inferiore ai 40 mm e di spessore non superiore ai 4 mm. Questi tre piccoli utensili prodotti a partire da lame o lamelle di selce caratterizzano l'utensileria degli ultimi cacciatori-raccoglitori (Epipaleolitico e Mesolitico).

## Storia
Una miniaturizzazione delle armi a proiettile è percepibile nel corso del paleolitico superiore: essa è percepibile fin dal Gravettiano. Questo procedimento di microlitizzazione prosegue e si amplia in modo significativo nel corso del periodo Magdaleniano. Esso finisce nell'Epipaleolitico e nel Mesolitico con l'utilizzo di piccole lamelle in selce di forma geometrica destinate ad armare l'estremità od i lati dei proiettili per la caccia, specialmente le frecce.

## Caratteristiche
I microliti sono prodotti a partire da lamelle di selce estratte da piccoli nuclei o da nuclei di grossa taglia che avessero già consentito di fornire un gran numero di lame.
La tecnica di taglio utilizzata per la produzione dei supporti può essere la percussione indiretta o la pressione.

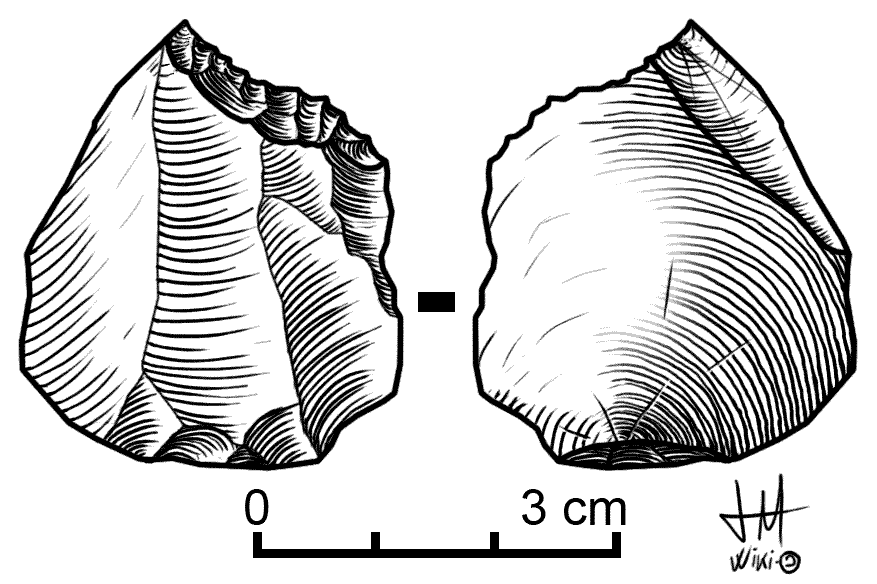
Microbulino
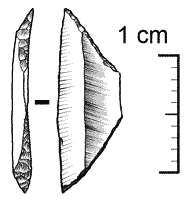
Trapezio
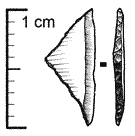
Triangolo
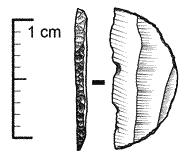
Segmento di cerchio